# هلن ون در بن
هلن ون در بن (انگلیسی: Helen van der Ben؛ زادهٔ ۲۵ ژوئیهٔ ۱۹۶۴) ورزشکار هاکی روی چمن اهل پادشاهی هلند است.
وی در مسابقات کشوری و بین‌المللی در مجموع برندهٔ ۳ مدال طلا، ۲ مدال برنز شده‌است.